# 中吉边境武装分子事件
中吉边境武装分子事件是2014年1月23日早晨，吉尔吉斯斯坦边防军人与一伙身份不明者交火事件。地点在吉尔吉斯斯坦与中国相邻的伊塞克湖州杰特奥古兹区，距离中国边境线只有35至40公里。
伊塞克湖州政府发言人艾米利别克·卡普塔加耶夫称，这伙武装分子可能来自中华人民共和国新疆维吾尔自治区的维吾尔族分离主义者。吉尔吉斯斯坦“卡巴尔”网23日称，吉国外交部当天就吉中边境事件与中国大使馆人员举行会面。吉国外交部表示，吉中两国在打击“三股势力”领域合作密切，相信两国相关机构会就这一事件进行紧密合作。

## 经过
11身份不明人士随身携带刀具等物，1月23日从吉尔吉斯斯坦东北部山区进入该国境内后，遇到当地一名猎人。随后双方冲突，猎人击毙两人，后来他本人被这伙人用刀杀害。袭击者拿走了猎人的枪，附近哨所的边防军挡住了他们的去路。这群人拒绝向吉尔吉斯边防部队投降，并高呼“真主伟大”口号，每人都誓死顽抗。他们在夜幕降临时分焚烧了自己藏身的建筑，企图突围逃跑，但他们的这一企图未能成功。一支特别行动部队乘直升机赶到距离吉中边境40公里左右的皮克尔特克击毙了拒不投降的其余9人。冲突中一名边防士兵受了轻伤。事发现场发现了11柄民族特色的大砍刀、1支猎枪(无子弹)、克丝钳、8个背包、食品(枣、开心果、面粉、2升蜂蜜)、1个指南针、11块白色布单、1张中国产的地图、11条长10-15米的绳索、11双棉鞋(11名非法越界者穿的都是运动鞋)、1本《古兰经》、11块祷告用的小毯子、1串钥匙、11个黑色面罩、2把斧子、11套洗漱用品、1台已损坏的摄像机(无内存卡)、2条串珠(宗教用)、602元人民币和546美元。
吉尔吉斯斯坦边防局发言人古尔米拉·博鲁巴耶娃说：“我们认为，他们是想从当地牧民和猎人那里弄到一些武器，在这里从事恐怖活动，然后再返回中国。”边防局代局长赖因别尔季·杜伊申比耶夫在记者会上说：“从外貌上看，他们是维吾尔族人。在他们身上发现的东西表明，他们属于一个维吾尔族分离主义组织。”“可以确定这些人的家人生活在中国的乌什县。”
吉尔吉斯斯坦总统阿尔马兹别克·阿坦巴耶夫对伊塞克湖州猎人渔民委员会负责人、在边境线上与一群罪犯枪战中牺牲的亚历山大·巴雷金的亲属表示了哀悼。同时，这位猎人将被追授奖励。遭到武装分子杀害的猎人阿列科山德·别尔科已被申请获得国家烈士荣誉，吉尔吉斯总统已经下令对其家人提供抚恤。